# 斯拉蒂納鄉 (蘇恰瓦縣)

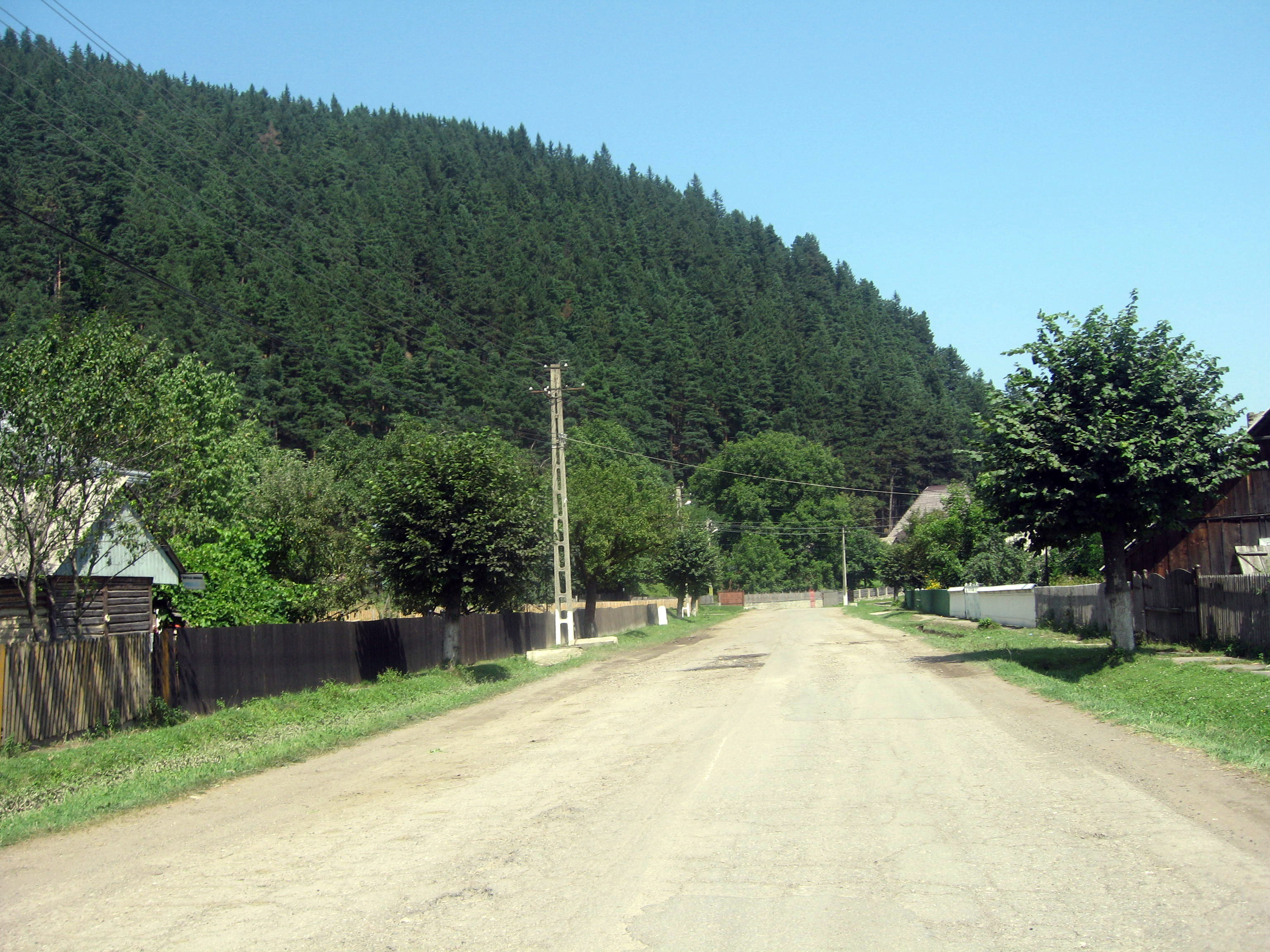

47°28′N 26°0′E / 47.467°N 26.000°E
斯拉蒂納鄉（羅馬尼亞語：Comuna Slatina, Suceava），是羅馬尼亞的鄉份，位於該國東北部，由蘇恰瓦縣負責管轄，面積120平方公里，海拔高度467米，2002年人口5,237，人口密度每平方公里44人。